# Palæstina
Denne artikel handler om det historiske område Palæstina. For den af PLO i 1988 udråbte stat Palæstina se Palæstina (stat)
Palæstina (arabisk: فلسطين (tr. Filasṭīn, tr. Falasṭīn, tr. Filisṭīn), hebraisk: פלשתינה (tr. Palestina) er betegnelsen for et område ved østkysten af Middelhavet. Områdets præcise afgrænsning har skiftet over tid og afhængigt af, hvem der har anvendt betegnelsen. Det anses normalt for at omfatte det moderne Israel og staten Palæstina, selvom nogle definitioner også inkluderer dele af det nordvestlige Jordan. Andre historiske navne for regionen inkluderer Kana'an, det Forjættede Land, Israels Land eller Det Hellige Land.
I moderne tid betegnes Palæstina ofte som området, der afgrænses i øst af Jordanfloden, i nord af grænsen mellem staterne Israel og Libanon, i vest af Middelhavet og i syd af Negev-ørkenen, hvor dets sydligste punkt når Akababugten. Det er dermed sammenfaldende med det tidligere britiske Palæstina-mandatområde eksklusive det daværende Transjordanien (det nuværende Jordan). Det omfatter Israel indenfor dette lands grænser 1948-67, Vestbredden og Gazastriben. Palæstina omfatter i alt ca. 25.000 km2 og havde i 2015 ca. 13 mio. indbyggere. Området er oprindelig navngivet efter det bibelske folk filistrene, der beboede området for flere tusinde år siden.
Udover det nævnte historiske og geografiske område bruges Palæstina også undertiden som betegnelse for Staten Palæstina ("The State of Palestine"), som er juridisk anerkendt af en række lande (dog ikke Danmark), og som gør krav på Vestbredden og Gaza som sit territorium, dvs. ca en femtedel af det historiske område Palæstina. Desuden kan Palæstina henvise til det palæstinensiske selvstyre, som i 1994 fik begrænset kontrol over dele af Vestbredden og Gaza.

## Etymologi
Palæstina under det britiske mandat
Navnet Palæstina stammer fra det græske ord Philistia, som var den betegnelse, antikke græske forfattere gav til området beboet af filistrene, som i det 12. århundrede f.v.t. rådede over et mindre område mellem nutidens Tel Aviv og Gaza. Navnet blev anvendt af romerne i 2. århundrede e.v.t. i det administrative område "Syria Palaestina", som udgjorde den sydlige del af provinsen Syrien. I slutningen af 300-tallet opstod hele tre provinser med navnet Palæstina: Palaestina Prima med hovedstad i Caesarea; Palaestina Secunda med hovedstad ved Scythopolis (Bet Sheʾan), og Palaestina Salutaris (senere Palaestina Tertia), med hovedstad ved Petra eller muligvis på et tidspunkt Elusa.
Fra den østromerske sprogbrug blev betegnelsen overført til arabisk, hvor det har været brugt til at betegne området i hvert fald siden den tidlige islamiske æra. Da araberne erobrede området omkring 640, oprettede de to administrative distrikter (jund) Jordan (Al-ʿUrdūn) og Palæstina (Filasṭīn), som tilsammen dækkede det nuværende Palæstina med tilhørende områder. Da Storbritannien efter 1. verdenskrig med mandatområdet i Palæstina overtog administrationen af området, blev betegnelsen Palæstina igen brugt som dets officielle navn.

## Historie

### Tiden indtil 1. verdenskrig
Der er tegn på menneskelig tilstedeværelse i Palæstina allerede for 1,4 mio. år siden. Omkring 8000 f.v.t. er der vidnesbyrd om en bofast befolkning, og de første bylignende bebyggelser som Jeriko signalerer en udviklet social organisation. ca. 3500-3000 f.v.t. var den sydlige del af Palæstina under egyptisk indflydelse. Omkring 3000 f.v.t. opstod en krise, hvor byerne blev forladt, og befolkningen blev nomader. Senere blev en del af byerne genopbygget, men omkring 2300 f.v.t. gentog nomadiseringen sig efter en større klimaændring. I mellembronzealderen (2000-1550 f.v.t. opstod igen en bykultur. I senbronzealderen ca. 1500-1100 f.v.t. kom området atter under egyptisk dominans. Senere kom invasioner udefra, bl.a. filistrenes. I jernalderen efter 1000 f.v.t. var området domineret af de to statsdannelser Kongeriget Juda og Kongeriget Israel. Efterfølgende var området underlagt en lang række skiftende riger og herskere: Babylonien, perserne, Alexander den Store og de hellenistiske riger, Romerriget, det byzantinske rige, det islamiske kalifat, korsfarerne, der oprettede kongeriget Jerusalem, ayyubiderne, mamelukkerne og fra 1516 osmannerne.

### Perioden under det britiske mandat
Efter osmannernes nederlag i første verdenskrig fik Storbritannien af Folkeforbundet overdraget administrationen af Palæstina sammen med Transjordanien (det senere Jordan) som et samlet mandatområde med navnet Mandatområdet i Palæstina. Transjordanien blev dog skilt ud som et særskilt område, Emiratet Transjordanien, sådan at kun det egentlige Palæstina var under direkte britisk administration i mellemkrigstiden.
Mellemkrigstiden var præget af spændinger og lejlighedsvise voldelige konflikter mellem araberne, jøderne og indimellem briterne i Palæstina. Fra slutningen af 1800-tallet var et stigende antal jøder fra Rusland og det øvrige Østeuropa udvandret til Palæstina, så antallet af jøder i regionen voksede fra ca. 25.000 i 1880 til ca. 80.000 i 1914. I 1897 var Verdens Zionistorganisation (WZO) blevet dannet, som arbejdede for at virkeliggøre tanken om at oprette en jødisk stat, Israel, i Palæstina. I 1917 havde den britiske regering med Balfourdeklarationen lovet støtte til at skabe "et nationalt hjem for det jødiske folk" i Palæstina. Det havde bl.a. til følge, at hebraisk blev officielt sprog i Palæstina på linje med arabisk og engelsk, og Jewish Agency, der var en del af WZO, blev en del af det administrative apparat. Den jødiske indvandring fortsatte under den britiske administration og førte bl.a. til først en arabisk generalstrejke i 1936 og siden en opstand, der varede til 1939. Den jødiske befolkning var på det tidspunkt (1939) vokset fra 84.000 personer i 1922 til 446.000, hvilket udgjorde ca. 30 % af befolkningen.
Efter 2. verdenskrig og de grusomheder, som jøderne var blevet udsat for i Europa under holocaust, eskalerede konflikten i Palæstina dels mellem araberne og jøderne og dels mellem jøderne og den britiske administration. I 1947 meddelte Storbritannien, at man ønskede at trække sig ud af Palæstina. FN's generalforsamling vedtog i november 1947 en delingsplan for Palæstina i en arabisk og en jødisk stat, som dog skulle bevare en økonomisk union. Planen blev afvist af araberne. Derimod hilste jøderne i Palæstina delingsplanen velkommen. Kort efter resolutionen udbrød der kampe i Palæstina mellem grupper af jøder og arabere. Den britiske administration mistede kontrollen med området, og 14. maj 1948 forlod den sidste britisk højkommissær, Alan Cunningham, Palæstina. Samme dag blev staten Israel udråbt. Dagen efter krydsede hærstyrker fra fem arabiske lande, Libanon, Syrien, Transjordan, Irak og Egypten Palæstinas grænser og indledte dermed den arabisk-israelske krig 1948.

### Udviklingen efter 1948
Som et resultat af krigen vandt Israel store landområder og området Palæstina blev opdelt. Staten Israel kom til at kontrollere 78 % af det hidtidige Palæstina. De resterende dele var Vestbredden (inklusive den østlige del af Jerusalem), som blev besat af Transjordanien (det nuværende Jordan), og Gazastriben, som blev besat af Egypten. I 1950 annekterede Transjordanien Vestbredden og skiftede som konsekvens heraf navn til Jordan. Anneksionen blev dog ikke anerkendt internationalt. Efter de arabiske landes nederlag i seksdageskrigen i 1967 erobrede Israel Vestbredden og Gaza og administrerede herefter også disse områder. Efter Oslo-aftalen i 1993 mellem PLO og Israel blev der oprettet en palæstinensisk selvstyremyndighed i dele af Vestbredden og Gaza. Hele Vestbredden og Gaza blev opdelt i henholdsvis A-, B- og C-områder. Den palæstinensiske selvstyremyndighed fik fuld kontrol over A-områderne, som omfattede ca. 10 % af Vestbredden og det meste af Gazastriben. I I B-zonerne havde selvstyret en begrænset indflydelse og delvis ansvar for ro og orden, mens størstedelen af Vestbredden udgjordes af C-områder, som fortsat var under fuld israelsk kontrol.

### Gazakrigen 2023
Der har været en lang række angreb og kampe mellem palæstinensiske grupper og israelske myndigheder og bosættere i perioden efter 1948. Den blodigste var Gazakrigen 2023-2025, som blev påbegyndt, da den militante palæstinensiske organisation Hamas 7. oktober 2023 uventet angreb Israel fra Gazastriben, dræbte omkring 1200 israelere og bortførte mere end 200 personer som gidsler til Gaza. Det blev begyndelsen til en 15 måneder lang krig, hvor Israel først bombarderede og siden invaderede Gazastriben for at udslette Hamas og befri de israelske gidsler. Efter 15 måneders krig blev der indgået våbenhvile i januar 2025. På det tidspunkt havde krigen kostet mindst 46.000 indbyggere i Gazastriben livet, hele området lå i ruiner, og stort set hele den overlevende befolkning var blevet internt fordrevet af krigen.

## Klima
Klimaet er tempereret middelhavsklima.

## Landskab
Ved kysten og i Jordandalen er der frugtbart. Landet er mod syd afgrænset af Sinaiørkenen og mod nord af den syriske ørken. Gazaområdet lider af stor vandmangel. Spildevandet og affaldet fra områderne gør dem stærkt forurenede. Jorderosionen og afskovningen er betydelig.

## Erhverv og økonomi
Økonomien i både Israel, på Vestbredden og i Gaza bærer kraftigt præg af de historiske konflikter i området, og restriktioner og uroligheder har gang på gang besværliggjort den økonomiske udvikling. I dag er Israel en teknologisk avanceret markedsøkonomi, mens Palæstina ligger i den nederste halvdel af kategorien mellemindkomstlande. Dermed tilhører de palæstinensiske områder den fattigste del af Mellemøsten og Nordafrika. Den palæstinensiske økonomi er koncentreret i sektorerne serviceydelser og anlægsvirksomhed, der tilsammen udgør ca. 2/3 af økonomien, mens landbrug og fremstillingsvirksomhed kun udgør 4-5 % af BNP hver især. I Israel udgjorde servicesektoren ca. 70 % af BNP, industri 26½ pct. og landbrug 2½ pct. i 2017.

## Befolkning

### Den sene Ottomanske og den Britiske Mandat periode
| År                                                                | Jøder | Kristne | Muslimer | Total |
| ----------------------------------------------------------------- | ----- | ------- | -------- | ----- |
| 1533–1539                                                         | 5     | 6       | 145      | 157   |
| 1690–1691                                                         | 2     | 11      | 219      | 232   |
| 1800                                                              | 7     | 22      | 246      | 275   |
| 1890                                                              | 43    | 57      | 432      | 532   |
| 1914                                                              | 94    | 70      | 525      | 689   |
| 1922                                                              | 84    | 71      | 589      | 752   |
| 1931                                                              | 175   | 89      | 760      | 1,033 |
| 1947                                                              | 630   | 143     | 1,181    | 1,970 |
| Befolknings tabel udført af Sergio DellaPergola Antal i tusinder. |       |         |          |       |

I følge Alexander Scholch, udgjorde befolkningen i Palæstina 1850 omkring 350.000 indbyggere. Af disse boede 30% i 13 byer; ca 85% var muslimer, 11% var kristne og 4% jøder.
Tilsvarende studier fra ottomanske kilder af Justin McCarthy, angiver befolkningen i Palæstina til omkring 350.000 i starten af det 19 århundrede, i 1860 var den 411.000 og i 1900 omkring 600.000 af hvilke 94% var arabere. I 1914 havde Palæstina en befolkning på 657.000 muslimske arabere, 81.000 kristne arabere, og 59.000 jøder. McCarthy anslår at den ikke-jødiske befolkning i Palæstina var 452.789 i 1882; 737.389 i 1914; 725.507 i 1922; 880.746 i 1931; og 1.339.763 in 1946.

### Nuværende demografi
I 2015 udgjorde befolkningen i Israel 8½ mio. mennesker ifølge Israels statistiske centralbureau. Heraf var 75 % jøder, 21 % arabere og 4 % "andre". Ifølge det palæstinensiske statistikbureau udgjorde befolkningen på Vestbredden i 2015 ca. 2,9 mio. og i Gazastriben 1,8 mio. Ifølge disse tal er der således ca. 13 mio. indbyggere i hele Palæstina-området.
I perioden for det britiske mandatområde blev betegnelsen "palæstinenser" brugt om alle beboere i området uanset religion eller etnicitet, og de britiske myndigheder anvendte betegnelsen "Palestinian citizenship" om alle, som fik tildelt statsborgerskab i mandatområdet. Efter oprettelsen af Israel i 1948 ophørte jøderne stort set med at anvende betegnelsen "palæstinensisk" om sig selv. Eksempelvis skiftede den engelsksprogede avis The Palestine Post, der var blevet grundlagt af jøder i 1932, i 1950 navn til The Jerusalem Post. I dag bruges betegnelsen palæstinensere om den arabiske del af befolkningen i Palæstina indtil 1948 og disses efterkommere. Ifølge det palæstinensiske statistikbureaus opgørelse var der ved udgangen af 2020 13,7 mio. palæstinensere i hele verden. Knap halvdelen heraf boede i Israel, Vestbredden eller Gaza, mens 45 % boede i andre arabiske lande.